# Ángel Carreño
Ángel Rodrigo Carreño Ballesteros (Santiago del Cile, 29 ottobre 1980) è un ex calciatore cileno, di ruolo centrocampista.